# Ivan Vichenski
Ivan Vichenski (ukrainien : Іван Вишенський), né aux environs de 1550 à Soudova Vychnia et mort après 1620 sur le mont Athos en Grèce, est un moine orthodoxe philosophe religieux ukrainien. Il est considéré comme un important polémiste de son époque.

## Biographie
On sait peu de chose sur sa vie. Il semble établi qu'il a passé une partie de sa jeunesse à Loutsk et a été en lien avec des spécialistes de l'Académie d'Ostrog. Vers 1576-1580, il part au mont Athos en Grèce, qui était le centre de la culture monastique orthodoxe. Il y resta jusqu'à sa mort, à l'exception d'une brève visite en Ukraine entre 1604 et 1606 pour une dispute avec la communauté monastique de Lviv.

## Œuvre
Dans ses écrits, Vichenski montre son opposition au catholicisme et à  l'uniatisme réalisé par l'Union de Brest en 1599. Plutôt que de reprendre la rhétorique calviniste anti-papale, il livre un point de vue original de moine du mont Athos. En réponse à l'ouvrage du jésuite Piotr Skarga qui soutenait l'Union, il fait ainsi appel à une "sainte ignorance" éloignée des pratiques scolastiques et de la rhétorique latine: « Toi qui es un Russe simple, dépourvu d'érudition et plein d'humilité, tiens-toi fermement à l'Evangile, sans aucun artifice, c'est la vie éternelle qui t'attend ».

## Sources
- Georges Florovsky, Les Voies de la théologie russe, Paris, 1937; trad. et notes de J.C. Roberti, Paris, Desclée de Brouwer, 1991, p. 62